# Efecto Flutie
El Efecto Flutie es el aumento de la fama de una universidad americana provocado por un equipo deportivo de éxito. Esto lleva el nombre de Doug Flutie del Boston College Eagles, cuyo pase Ave María ganador del juego de 1984 de la NCAA Division I-A contra la Universidad de Miami (los Miami Hurricanes) supuestamente impulsó las solicitudes para la universidad el año siguiente.

## Origen

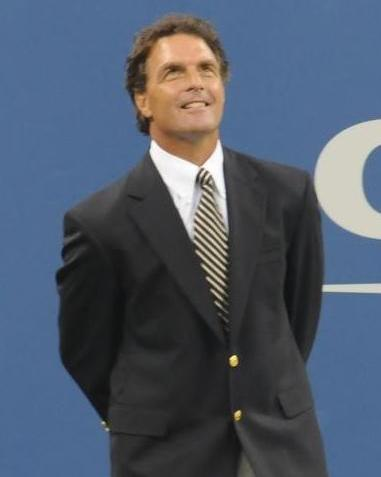
Doug Flutie, quien ha dado nombre al fenómeno.

Flutie ganó la atención nacional en 1984 cuando llevó a los Eagles a la victoria en un juego de ida y vuelta de alto puntaje contra los Miami Hurricanes. El juego fue televisado a nivel nacional por CBS el día después del Día de Acción de Gracias y, por lo tanto, tuvo una gran audiencia. Miami protagonizó un avance dramático para tomar la delantera, 45–41, en el último minuto del juego. Boston College luego tomó posesión en su propia yarda 22 con 28 segundos para el final. Después de que dos pases movieran la pelota otras 30 yardas, solo quedaban 6 segundos. En la última jugada del juego, Flutie se alejó de la defensa y lanzó un "Pase Ave María" que Gerard Phelan atrapó en la zona de anotación, lo que le dio a Boston una victoria por 47-45. Flutie ganó el trofeo Heisman una semana después, pero la votación había terminado antes del juego.
El posterior aumento de las solicitudes de admisión al Boston College después del "Pase Ave María" de Flutie dio lugar al fenómeno de aumento de las admisiones en el Boston College conocido como el "Efecto Flutie". Esta idea establece esencialmente que un equipo deportivo ganador puede aumentar el valor de reconocimiento de una escuela lo suficiente como para hacerla más atractiva para los posibles solicitantes.

## Descripción
La mayor exposición mediática del Boston Collegue conllevó un mayor número de solicitudes que permitió a su vez que el departamento de admisiones aplicara estándares más estrictos en la selección de sus estudiantes. Boston College consiguió mejorar su alumnado sin subir el sueldo a sus profesores. Este fenómeno se ha repetido en numerosas ocasiones con los ejemplos de Gonzaga, Virginia Commonwealth, Butler y Florida Gulf Coast. Por esta razón muchas universidades deciden seguir este camino y atraer a los mejores estudiantes-atletas a sus equipos.